# Coelioxys macaria
Coelioxys macaria är en biart som beskrevs av Holmberg 1916. Coelioxys macaria ingår i släktet kägelbin, och familjen buksamlarbin. Inga underarter finns listade i Catalogue of Life.